# 4045 Ловенграб
4045 Ловенграб (4045 Lowengrub) — астероїд головного поясу, відкритий 9 вересня 1953 року.
Тіссеранів параметр щодо Юпітера — 3,070.